# Knooppunt Lankelz
Het knooppunt Lankelz (Jonction Lankelz) is een verkeersknooppunt in Luxemburg. Feitelijk is dit knooppunt een raar gebouwde afrit, omdat bepaalde wegen elkaar kruisen.

## Richtingen Knooppunt
| Aansluitende wegen      | Aansluitende wegen                            | Aansluitende wegen           | Aansluitende wegen | Aansluitende wegen |
| ----------------------- | --------------------------------------------- | ---------------------------- | ------------------ | ------------------ |
|                         |                                               | A13 richting Pétange         |                    |                    |
|                         |                                               |                              |                    |                    |
| A4 richting Differdange | A4A13 richting Luxemburg (stad) / Saarbrücken |                              |                    |                    |
|                         |                                               |                              |                    |                    |
|                         |                                               | 4d richting Esch-sur-Alzette |                    |                    |